# 何中
何中（1265年—1332年），字太虚，一字养正，元朝抚州乐安县（今江西省乐安县）人。
何中年少聪颖，以古学自任。家有藏书万卷，手自校雠，其学弘深广博，被程钜夫、元明善所推重叹服。元文宗至顺二年（1331年），应行省之请，被江西行省平章全岳柱聘为龙兴学师，在龙兴路东湖、宗濂二书院讲授。次年，病逝。著有《易类象》、《书传补遗》、《通鉴纲目测海》、《通书问》、《知非堂藁》。